# Karl-Åke Asph
Karl-Åke Asph (* 2. Februar 1939 in Avesta) ist ein ehemaliger schwedischer Skilangläufer.

## Werdegang
Asph, der für den IFK Mora startete, holte bei den Olympischen Winterspielen 1964 in Innsbruck die Goldmedaille zusammen mit Sixten Jernberg, Janne Stefansson und Assar Rönnlund in der Staffel. Im folgenden Jahr belegte er bei den Svenska Skidspelen in Falun den dritten Platz mit der Staffel. Bei den Nordischen Skiweltmeisterschaften 1966 in Oslo wurde er mit der Staffel Vierter. Im Februar 1967 errang er den vierten Platz bei den Lahti Ski Games im Rennen über 15 km. Seine beste Platzierung beim Wasalauf erreichte er im Jahr 1968 mit dem siebten Platz. Bei schwedischen Meisterschaften wurde er dreimal Meister mit der Staffel von IFK Mora (1963, 1966, 1968).
Nach seiner Karriere arbeitete Asph als Sportlehrer in Mora.

## Erfolge

### Olympische Winterspiele
- 1964 in Innsbruck: Gold mit der 4 × 10-km-Staffel